# Litchfield (Connecticut)
Litchfield è un comune di 8 684 abitanti degli Stati Uniti, capoluogo della Contea di Litchfield nello Stato del Connecticut.

Logo ufficiale della serie Netflix

Vi nacque la famosa scrittrice Harriet Beecher Stowe, che scrisse La capanna dello zio Tom.